# Solsac
Solsac est un hameau de Salles-la-Source (Aveyron) situé au nord-ouest du Causse Comtal, près de Marcillac-Vallon, célèbre pour la grotte de Bouche Rolland.